# Карлос Еспінола
Ка́рлос Маурі́сіо Еспі́нола Лоре́нсо (ісп. Carlos Mauricio Espínola Lorenzo, 5 жовтня 1971), більш відомий як Кама́у Еспі́нола (ісп. Camau Espínola) — аргентинський політик і колишній яхтсмен, олімпійський медаліст. Мер міста Коррієнтеса впродовж 2009-2013 років, аргентинський сенатор з 2015 року. 2013 року брав участь у виборах на посаду губернатора провінції Коррієнтес, але програв.

## Виступи на Олімпіадах
| Олімпіада      | Дисципліна  | Місце |
| -------------- | ----------- | ----- |
| Барселона 1992 | віндсерфинг | 24    |
| Атланта 1996   | віндсерфинг | 2     |
| Сідней 2000    | віндсерфинг | 2     |
| Афіни 2004     | Торнадо     | 3     |
| Пекін 2008     | Торнадо     | 3     |